# Feltrinellitelep
Feltrinellitelep (románul: Colonia Tălmaciu) falu Romániában, Erdélyben, Szeben megyében.

## Fekvése
Nagytalmácstól egy kilométerre északra, a Hortobágy mellett, a 7-es főút mentén fekszik.

## Népesség
- 2002-ben 308 lakosából 301 volt román, öt magyar és két német nemzetiségű; 290 ortodox és 11 római katolikus vallású.

## Története
A fiumei Feltrinelli fakitermelő cég egyik erdélyi ipartelepeként jött létre a 19. és 20. század fordulóján. A cég vágta ki a Lotru-hegység erdeinek javát. A telepet iparvágány kötötte össze a Cód völgyével. Az itteni fűrészgyár a legnagyobb volt a két világháború közötti Romániában, mellette bútorokat is előállítottak. 1956-ban vált ki Nagytalmácsból.

## Gazdaság
A Carpatcement vállalat homokbányát üzemeltet a településen.